# Zongophu Kang
Zongophu Kang (také Table Mountain) je hora vysoká 7 047 m n. m. v Himálajích na hranici mezi Bhútánem a Tibetskou autonomní oblastí v Čínské lidové republice. Vrchol leží necelých 11 km východně od hory Kangphu Kang (7204 m). 

## Prvovýstup
Zongophu Kang nebyla vylezena.